# Leioa
Leioa és un municipi de la província de Biscaia, País Basc, pertanyent a la comarca de Gran Bilbao.

## Etimologia
L'origen del topònim provindria de la fusió de les paraules en euskera leiho (finestra) i ona (bona) que vindrien a significar una mica així com bon mirador, donades les bones vistes des dels vessants del pujol d'Artaza. D'aquesta manera, en castellà antic es coneixia al poble com Lexona, convertit després de l'evolució fonètica de la x/j (segle XVII) en Lejona (igual que Xerez→Jerez).

## Història
Des dels seus orígens, en 1526, Leioa ha estat un municipi de caserius dispersos dedicats a la ramaderia i el cultiu de la terra. Amb l'arribada de la industrialització a la fi del segle xix, comença una nova era: es creen nous espais per a l'edificació d'habitatges, la indústria, l'oci... Però el gran canvi de Leioa es produïx en els anys 60 amb la implantació d'importants empreses que eleven el nivell de vida d'una població creixent. El creixement demogràfic i consegüent desenvolupament urbanístic continua fins als nostres dies.

## Economia
Compta amb indústria de l'acer, química, mecànica, alimentària i del vidre. En aquest municipi està situat el Campus principal (inclosa la seu del rectorat) de la Universitat del País Basc. Les facultats que aquí se situen són la Facultat de Medicina i Odontologia, Facultat de Ciència i Tecnologia, Facultat de Belles Arts, Facultat de Ciències Socials i de la Informació, Escola Universitària de Relacions Laborals, Escola Universitària d'Infermeria, Escola d'Hostaleria. Posseeix una aula magna, la unitat de biofísica del CSIC i el major poliesportiu universitari de tot el País Basc.

## Barris
- Zuatzu, Peruri, Sarriena, Santsoena i Lertutxe
- Tellería, Basáñez, Artazagane i Aldekoane
- Artaza (Artatza), Elexalde, Udondo, Mendibile i Santimami
- Los Pinos (Pinueta), Lamiako (actualment en profunda remodelació), Los Chopos (Txopoeta), Ondiz, Txorierri, Aketxe i Ibaiondo

## Persones il·lustres
- Félix Sesúmaga (1898-1925): futbolista internacional que jugà a l'Arenas Club de Getxo, al FC Barcelona i a l'Athletic Club.
- Sabino Bilbao Líbano (1897-0983): futbolista internacional que jugà a l'Athletic Club.